# 符婕妤 (宋光宗)
符婕妤（?—?），南宋皇帝宋光宗的妃嫔，姓符氏。

## 生平
符氏初为宫人，绍熙四年（1193年）十二月十五日，宋光宗下诏命宫人符氏与转永宁郡夫人，李氏与转通义郡夫人。慶元六年（1200年）二月十三日，宋宁宗诏：「恭奉圣安寿仁太上皇帝圣旨，寿康宫宫人永宁郡夫人符氏进封婕妤。」皇后李凤娘善妒，将符婕妤出嫁于民间。